# Martin van der Hagen
Martinus Dionysius Mathijs van der Hagen (Sint-Oedenrode, 9 oktober 1861 – Den Haag, 29 oktober 1928) was een Nederlands ondernemer en oprichter van het voedingsmiddelenbedrijf Nutricia.

## Jeugd
Martien van der Hagen was de jongste zoon in een groot, rooms-katholiek middenstandgezin, geworteld in Sint-Oedenrode. Zijn ouders, Hein van der Hagen en Maria van Eupen, behoorden tot de plaatselijke notabelen. Na de dood van haar man richtte Maria met drie van de vijf zoons een melkfabriek op, H.W. van der Hagen & Co. Martinus begon met een kostschoolvriend, Hein Deckers, in 1889 een margarinefabriek te Rotterdam.  

## Nutricia
De familie zat dus in de zuivel. Broer Jan was in 1896 als inspecteur van Volksgezondheid aanwezig bij een congres waar de Duitse professor Alexander Backhaus zijn bacterievrije babyvoeding presenteerde. De geboren zakenman Martien kocht daarop direct een licentie en nog datzelfde jaar richtte hij in Zoetermeer een fabriek op voor zuigelingenvoeding uit koemelk. Deze kreeg, een van de voorwaarden van Backhaus, de naam Nutricia afgeleid van het Latijnse woord voor voedend. Van der Hagen had geen bijzondere opleiding genoten. Hij miste de ondergrond voor het vervaardigen van producten die zelfs toen en met de jaren steeds meer wetenschappelijke kennis en onderzoek zouden vergen.

## Bijstand
De ongehuwde en kinderloze Van der Hagen wijdde zich in zijn vrije tijd aan jagen met vrienden en aan enig werk voor minderbedeelden, niet aan studie. Voor een kleine onderneming was het inhuren van hooggeschoold kader niet aan de orde. Hij kon zich echter laten bijstaan door zijn oudere broer die gepromoveerd arts was, Johannes Christianus Ignatius van der Hagen (1857-1918), hoofdinspecteur van de volksgezondheid, voor de medische adviezen en de leiding van het onderzoek. Deze was bij zijn rondgang in de volksgezondheid gealarmeerd door de hoge kinderziekte en -sterfte, volgens hem vooral wegens gebrek aan adequate voeding in de eerste kinderjaren.

## Fabrieksgeschiedenis in later jaren
Nutricia werd in later jaren van 1939 tot 1955 geleid door onder meer de jurist Jan van der Hagen (1907-1955), een zoon van Johannes en later door diens zoon drs. Erlend van der Hagen (1933-2010).
Met president-commissaris prof. mr. Joop van der Ven (1907-1988, schoonzoon van dr. Johannes) en later diens dochter mr. Julitte van der Ven (president Nutricia Investments, *1941) meegerekend kwam er uiteindelijk in 2005 na ruim honderd jaar een einde aan de betrokkenheid van drie generaties Van der Hagen bij Nutricia/Numico.
Onder de directeuren (later: 'president-directeur', nog weer later 'CEO', Chief Executive Officer) vallen te noemen Bertus van der Velden, Hans van der Wielen en Jan Bennink. De laatste deed van zich spreken omdat hij naast zijn aanzienlijke salaris bij zijn vertrek in 2007 € 80 miljoen aan bonussen kon incasseren.
In datzelfde jaar maakte Bennink bekend dat de eerst tot Koninklijke Nutricia, later tot Koninklijke Numico omgedoopte onderneming – met prijsgeven van het predicaat Koninklijk – zou worden verkocht aan het Franse concern Danone.
Benninks voorganger Van der Wielen bestrijdt dat zijn miljarden-aankopen (guldens) van Amerikaanse vitaminepreparaten in de late jaren tachtig Numico aan de rand van de financiële afgrond brachten en dat alleen Benninks verkoop aan Danone de zaak erbovenop heeft geholpen.[dode link]

## Trivia
De 'Inrichting tot Bereiding van Normale Kindermelk en Gezondheidsmelk' van Martin van der Hagen te Zoetermeer bracht in 1897 een reclame-affiche uit met een verpleegster die een blad met flesjes in haar hand houdt met een verpleegster erop die een blad met flesjes in haar hand houdt enzovoorts. Luttele jaren later kwam chocoladefabriek Droste met hetzelfde idee en vrijwel eenzelfde affiche. Wat de Nederlandse taal heeft verrijkt als het 'droste-effect' had met reden ook het Nutricia- of Van der Hagen-effect kunnen heten. (Aldus NRC 31 mei 2003, in navolging van het Affichemuseum in Hoorn).